# هيرمان لاين
هيرمان لاين (بالإنجليزية: Herman Layne) هو لاعب كرة قاعدة أمريكي، ولد في 13 فبراير 1901 في نيو هيفن في الولايات المتحدة، وتوفي في 27 أغسطس 1973 في غاليبوليس في الولايات المتحدة.

## وصلات خارجية
- هيرمان لاين على موقعبيزبول رفرنس.كوم (الدوري الرئيسي) (الإنجليزية)